# Свети Андрей (Матка)
„Свети Андрей“ (на македонска литературна норма: Свети Андреја) е православен манастир в северната част на Северна Македония. В миналото е част от Охридската архиепископия, след това от Българската екзархия, а днес – от Скопската епархия на Македонската православна църква – Охридска архиепископия.

## Местоположение
Намира се в село Матка, община Сарай. Манастирът е разположен на самото езеро Матка и отстои на 17 километра от Скопие. Намира се в дефилето на река Треска, на самия бряг на езерото Матка, скрит между стръмни и високи скали. Той е един от малкото манастири. в които са съхранени повечето надписи от времето на първото изписване на църквата.

## История и архитектура
Църквата е изградена в 1389 година от сина на крал Вълкашин, Андреаш. Той дори изписва текста на дарствената грамота на стените на църквата.
В надпис, северно от олтарната конха, са изписани имената на зографите: митрополит Йоан, зограф и монахът Григорий. Митрополит Йоан е известен художник, който работи с брат си Макарий в околностите на Прилеп.
Църквата представлява продълговат триконхос отвътре. Северната и южната конха, всъщност апсиди, които имат предназначението на певници, а третата конха на източната страна е олтарната апсида, отвън петостранна. Над централното място се издига куполът на пандантиви. Полукръглите ниши, подредени в два реда една над друга, раздвижват екстериора на тази малка по размери църква.
Иконостасът на църквата е дело на дебърския майстор Нестор Алексиев.

## Живопис
В интериора стенописите са разпределени в три хоризонтални зони. При това изборът на композицията е намален с оглед на ограниченото пространство за изписване. Фреските се открояват със своите стилни и художествени качества, както и с иконографските особености, от останалите паметници, издигнати в Македония по това време. Зографът не се придържа към традиционната иконографска схема, тъй като в живописта не са представени Христовите чудеса, сцени от живота на Богородица и др. Зографът показва темите с по-голяма яснота, естественост и близост до обикновения вярващ.
Лицата и фигурите на светите воини Св. Георги, Димитър, Теодор Тирон и Теодор Стратилат са показани в първата зона в цял ръст.
В средната зона, където са показани сцени от Страстите Христови, в работата на художника се отбелязва повече зрялост и находчивост. В композицията „Молитва в Маслинената гора“, фигурата на един от апостолите е композираната на свободен начин. Други забележителни композиции са „Тайната вечеря“ и „Сваляне от кръста“ и други.
Според Маргарита Куюмджиева стенописите, датирани 1559/1560 година са дело на зограф от школата на Йоан Теодоров.